# Anomala arara
Anomala arara är en skalbaggsart som beskrevs av Ohaus 1897. Anomala arara ingår i släktet Anomala och familjen Rutelidae. Inga underarter finns listade i Catalogue of Life.